# Premich (Burkardroth)
Premich ist ein Gemeindeteil des Marktes Burkardroth im unterfränkischen Landkreis Bad Kissingen in Bayern.

## Geographische Lage
Das Pfarrdorf Premich liegt nördlich von Burkardroth. Bei Premich fließen der Kellersbach und die Kleine Steinach zur Premich zusammen. Durch den Ort verläuft die Staatsstraße 2267, die westwärts zur Staatsstraße 2290 und ostwärts nach Steinach an der Saale, einem Gemeindeteil von Bad Bocklet, führt.

## Geschichte
Premich entstand im Jahr 1518 zu einer Zeit, als Anfang des 16. Jahrhunderts bevorzugt Salzforstgebiete bevölkert wurden. Die Pfarrei Premich gehörte – unter Amtshilfe des Klosters Kreuzberg – zunächst zu Steinach. Im Jahr 1692 wurde sie um Gefäll, Langenleiten, Sandberg und Waldberg ergänzt, von denen heute Gefäll noch in der Premicher Pfarrei vorhanden ist.
Am 1. Mai 1978 wurde Premich im Rahmen der Gebietsreform in Bayern ein Gemeindeteil von Burkardroth. Im Oktober 1971 hatten hierzu Befragungen und Abstimmungen in den Dörfern, die nach Burkardroth eingemeindet werden sollten, stattgefunden. Von den 390 abgegebenen Stimmen in Premich fielen 264 gegen die Eingemeindung aus. Man bevorzugte einen Zusammenschluss mit den Dörfern Langenleiten, Sandberg, Schmalwasser und Waldberg (alle Landkreis Rhön-Grabfeld). Eine Rechtsverordnung der Regierung von Unterfranken setzte jedoch die Eingemeindung nach Burkardroth durch.
Im Jahr 1979 ging die Premicher Kläranlage in Betrieb. 1992 und 1996 erfolgten Modernisierungs- und Erweiterungsmaßnahmen an der Premicher Straßenbeleuchtung.

## Bevölkerungsentwicklung
| Jahr | Einwohnerzahl                |
| ---- | ---------------------------- |
| 1537 | 4 Haushalte                  |
| 1574 | 368 Einwohner, 084 Haushalte |
| 1623 | 420 Einwohner, 090 Haushalte |
| 1674 | 67 Haushalte                 |
| 1748 | 90 Haushalte                 |
| 1939 | 920 Einwohner, 192 Haushalte |
| 1961 | 1071 Einwohner               |
| 1970 | 1168 Einwohner               |
| 2013 | 1099 Einwohner               |

## Bauwerke

### St.-Laurentius-Kirche
Die Bauzeit der Premicher St.-Laurentius-Kirche reichte von 1686 bis 1692. Im Jahr 1847 verursachte ein Brand schwere Schäden in der Kirche; erst im Jahr 1849 waren die für die Reparaturarbeiten nötigen finanziellen Mittel erbracht. Die 1850 in der Kirche installierten Glocken wurden im Jahr 1918 im Ersten Weltkrieg eingeschmolzen. Im Jahr 1976 fand eine umfangreiche Renovierung der Kirche statt.